# Epeolus lectus
Epeolus lectus är en biart som beskrevs av Cresson 1878. Epeolus lectus ingår i släktet filtbin, och familjen långtungebin. Inga underarter finns listade i Catalogue of Life.